# فيرينتس غورتشاني
فيرينتس غورتشاني (بالمجرية: Ferenc Gyurcsány، وتُلفظ: [ˈfɛrɛnt͡s ˈɟurt͡ʃaːɲ]، مواليد 4 يونيو 1961) هو رائد أعمال وسياسي مجريّ شغِلَ منصب رئيس وزراء المجر من عام 2004 حتى عام 2009. وتولى قبل ذلك منصب وزير شؤون الشباب والرياضة من عام 2003 حتى عام 2004. رشَّح الحزب الاشتراكي المجري دورتشان لمنصب رئيس الحكومة بتاريخ 25 أغسطس عام 2004، بعد استقالة رئيس الوزراء حينها بيتر ماداشي من منصبه على أثر صراع سياسي مع شريك الحزب الاشتراكي في الائتلاف الحاكم. اُنتخب دورتشان رئيساً للوزراء في تصويت برلماني بتاريخ 29 سبتمبر عام 2004 (حيث صوَّت 197 عضواً لصالح انتخابه، وصوَّت 12 عضواً ضد انتخابه، فيما امتنع معظم أعضاء المعارضة في البرلمان عن التصويت). قاد دورتشان الائتلاف الذي تزعمه إلى تحقيق نصر انتخابي في الانتخابات البرلمانية المجريَّة عام 2006، واستطاع بذلك ضمان ولاية ثانية في منصب رئاسة الوزراء. شككت أحزاب المعارضة في شرعيته تشكيكاً غير منتهي الأجل بعد عدم قيامه بالكشف عن معلومات حول القيمة الحقيقية للعجز في ميزانية البلاد خلال حملة إعادة انتخابه عام 2006. كما واجه انتقادات واسعة لاستعماله ألفاظاً ازدرائية عن بلده المجر في الخطاب الذي ألقاه خلال مؤتمر للحزب عام 2006 في قرية بالاتونيسد بمقاطعة شومود حيث أدى هذا الخطاب الذي جرى تسريبه للإعلام إلى إشعال مظاهرات في شوارع العاصمة بودابست أسفرت عن إصابة متظاهرين ورجال شرطة.
اُنتخِب دورتشان زعيماً للحزب الاشتراكي المجري حاصلاً على نسبة 89% من الأصوات بتاريخ 24 فبراير عام 2007. أعلن دورتشان في يوم 21 مارس عام 2009 عن نيته الاستقالة من منصبه كرئيس للوزراء.

## وصلات خارجية
- فيرينتس غورتشاني على موقع IMDb (الإنجليزية)
- فيرينتس غورتشاني على موقع الموسوعة البريطانية (الإنجليزية)
- فيرينتس غورتشاني على موقع مونزينجر (الألمانية)
- فيرينتس غورتشاني على موقع إن إن دي بي (الإنجليزية)

- رئيس وزراء مجري يظهر على الإنترنت على أنه هيو غرانت
- موقع حزب التحالف الديمقراطي (بالمجرية)
- سيرة ذاتية (بالمجرية)
- أغنى 100 شخص في المجر، 2002. (الموقع الأصلي) (بالمجرية)